# Tranums distrikt
Tranums distrikt är ett distrikt i Lidköpings kommun och Västra Götalands län. 
Distriktet ligger väster om Lidköping. 

## Tidigare administrativ tillhörighet
Distriktet inrättades 2016 och utgörs av en del av området som Lidköpings stad omfattade fram till 1971, delen som före 1969 utgjorde Tranums socken.
Området motsvarar den omfattning Tranums församling hade vid årsskiftet 1999/2000.